# Plassac, Charente-Maritime

Plassac este o comună în departamentul Charente-Maritime, Franța. În 1 ianuarie 2022 avea o populație de 666 de locuitori.